# Сіробаба Наталія Олександрівна
Ната́лія Олекса́ндрівна Сіроба́ба (нар. 26 вересня 1985, Черкаси) — українська гімнастка (спортивна гімнастика). Майстер спорту України міжнародного класу (1999). Бронзова призерка Літньої універсіади 2003 в абсолютній першості. Багаторазова чемпіонка України з різних видів вправ, входила до складу збірної України. Пізніше — тренерка ДЮСШ «Спартак» (Черкаси).

## Життєпис
Сім'я: батьки Олександр і Віра, сестра Інна.
Вихованка спортивної школи товариства «Спартак» у Черкасах. Тренери: Алла Красовська, Надія Корякіна, Валентин Шумовський.
Закінчила Харківський державний інститут фізичної культури.

### Турніри
У міжнародних змаганнях 12-річна гімнастка дебютувала в Санкт-Петербурзі. Там у юніорському чемпіонаті Європи серед жінок 1998 посіла 8-ме місце в опорному стрибку.
Срібна призерка юніорського чемпіонату Європи серед жінок 2000 в опорному стрибку та 8-ма призерка на різновисоких брусах.
Учасниця чемпіонату Європи 2002 і чемпіонатів світу зі спортивної гімнастики 2001 і 2003.
Бронзова призерка Літньої універсіади 2003 в абсолютній першості.